# Бобрик (Броварський район)
Бо́брик — село у Броварському районі Київської області. Входить до складу Великодимерської селищної громади.
Нині в Бобрику проживає 2067 осіб.
Загальна площа землі в адміністративних межах колишньої Бобрицької сільської ради — 3260,5 га. Село розташоване на північний схід від Києва (відстань залізницею 50 км), поблизу залізниці Київ — Ніжин.

### Перекази
Першість у заснуванні села історики (дослідник XIX ст. М. М. Александрович) приписують Янові Аксаку. За словами українського історика першої половини XX ст. 
І.Мандзюка: 
|  | Документи XVI - XVII ст. згадують, що Богданівку, Бобрик, Рудню і Гоголів заснував у XVI ст. Ян Аксак на спірній території. |

За місцевими переказами, першими поселенцями села були цигани Одбиухи (згодом стало родовим прізвищем Обіух), які осіли на «кургані» — неподалік сучасного болота Плав. Наступними поселенцями були мисливці Сидоренки, які осіли неподалік урочища Вовківня. Третіми поселенцями були козаки Лукашенки.
Найвірогідніша версія походження назви села пов'язана з великою кількістю бобрів та існуючого колись на селі бобрового промислу. Ще одна версія пов'язана з назвою річки Бобрик, що існувала в минулому і впадала в Трубайло.

## Історія
Засноване у другій половині XVI ст. на землях Київського воєводства. Назва села найвірогідніше походить від великої кількості бобрів та існуючого тут колись бобрового промислу.
За часів виникнення села головним заняттям жителів було землеробство, основні землеробські культури — жито, овес, гречка, бобові, городина. Також було поширено тваринництво (домінувала велика рогата худоба і свині), садівництво (особливо у XVIII ст.), різноманітні промисли (насамперед дьогтярний і смолокурний), бджільництво.
У 1596 р. населення Бобрика зростає за рахунок частини колишніх повстанців, що осіли на території сучасного села після поразки повстання під проводом Северина Наливайка.
У роки Національно-визвольної війни 1648—1657 рр. Бобрик був у складі Заворицької сотні, що належала до Переяславського, Остерського, а згодом — Київського полків.
У реєстрі 1649 р. зустрічаються сучасні бобрицькі прізвища — Антоненко, Калініченко, Лебідь, Миколаєнко, Півторацький та ін. Заворицька сотня брала участь у переможній битві козацького війська під Пилявцями. Тоді у Бобрику складається самоуправління на чолі з курінним отаманом та війтом села. У 50-60х роках XVII ст. навколишні землі потерпали від вторгнень польських військ та московських каральних експедицій проти козацько-селянських повстань. У 1664 р. поляки зруйнували Заворичі, землі Заворицької сотні було розподілено між Бобровицькою і Гоголівською сотнями, до останньої увійшло село Бобрик.
До 1663 р. село було повністю козацьким поселенням, згодом селянські двори в ньому почали надавати у рангові володіння козацьким старшинам. У переписних книгах 1666 р. у Бобрику зафіксовано 24 селянські двори, що сплачували грошовий і натуральний (житом) податки. Проживало 25 дорослих чоловіків, на чолі з війтом Яцьком Дригером. Усіх чоловіків перелічено поіменно.
Упродовж XVIII ст. Бобрик здебільшого залишався козацьким поселенням у складі Гоголівської сотні Київського полку.
Під час Генерального слідства Київського полку (1726—1730) у селі Бобрикъ Гоголівської сотні 13 дворів належали Федору Ханенку, Київському полковому обозному. Згідно зі слідством, раніше це було військове село. Потім його тримали Київські полкові хорунжі Константій Чекановський та Юрко. Пізніше село тримав полковий асаулъ Федір Ханенко (за гетьманським універсалом за військові заслуги). 1728 року він отримав на володіння селом підтверджувальний універсал гетьмана Данила Апостола.
На 1766 р. 70 дворів Бобрика належали виборним і підпомічним козакам. Із селянських 14 належало вдові бунчукового товариша Івана Ханенка — Ганні Ханенчисі, остерському підкоморію Андрію Миткевичу та колезькому асесору Анучину. Також у селі проживало два значкові товариші, яких прирівнювали до козацької старшини, дві родини козаків Ханенків мали королівську грамоту на шляхетство.
У 1781 р. налічувалося 126 хат, з яких 107 Козацьких і 19 посполитих, різночинських і козацьких підсусідків. За описом 1787 року в селі проживало 380 душ.
У 1782 р. село увійшло до Остерського повіту Київського намісництва. На той час ліквідується полково-сотенний устрій Лівобережної України, посилився наступ царського уряду на автономні права українських земель, нищаться козацькі привілеї, національна культура. У Бобрику зникає школа. У 1783 р. вийшов указ про остаточне закріпачення селян колишньої Гетьманщини, виникає новий соціальний прошарок — державні селяни, які користувались державними землями.
У 1802—1803 рр. створено Чернігівську губернію, у її складі відновлено Остерський повіт, до якого увійшло село Бобрик. До 60-х років XIX ст. населення села складалося з козаків, державних селян, кріпаків (ними володіли рід Ханенків), кілька церковників на чолі зі священиком.
1859 року у селі козацькому та власницькому Семиполковської волості Остерського повіту Чернігівської губернії, мешкала 1061 особа (489 осіб чоловічої статі та 572 — жіночої), налічувалось 123 дворових господарства, існувала православна церква.
За переписом 1897 року в селі мешкало 1515 осіб, серед них — 738 чоловіків та 777 жінок. Православними себе назвали 1498.
Коливання у кількості населення в ці роки зумовлені переселенням бобричан в інші райони імперії у пошуках землі, у 1897 р. 60 сімей виїхало в Сибір.

### XX сторіччя
На станції поблизу села, у січні 1918 р., перебував штаб Гайдамацького коша Слобідської України на чолі з Симоном Петлюрою. У лютому 1918 р. у селі вперше створено окупаційну сільську раду на чолі з П.Федоровським. За три роки село витримало три більшовицькі навали, німецьку окупацію, грабіж денікінських військ у 1919 р. У грудні 1919 р. у селі було остаточно встановлено радянську владу, хоча протягом 1919—1920 рр. село входило до району, який контролював отаман і антикомуніст Демид Ромашка.
З 1919 р. в селі створюється сільський комітет бідноти (організатор П. О. Піддубний), село економічно деградує. На початку 20-х років населення Бобрика не підтримувало ні комуністичної, ні національної ідеї.
З 1923 р. село входило до Семиполківського, а згодом до Великодимерського району Київської округи Київської губернії, яку було ліквідовано у 1925 р. У другій половині 20-х років Великодимерський район, разом з Броварським, Гостомельським та Будаївським входив до Київського приміського сільськогосподарського району. Після ліквідації Броварського району у 1932 р., село увійшло до району Київської міськради, а після відновлення Броварського району, навесні 1937 року, повернено до його складу. На початку 60-х р. XX ст. Бобрик деякий час входив до Бориспільського району Київської області.
У 1929—1931 рр. на землях Бобрицької сільської ради було організовано 5 колгоспів — «Шлях Леніна», ім. Шевченка, ім. Молотова, «Червоний клин» та «Нове життя». 2 останні у 1932 р. об'єднали в один — ім. Сталіна. Під час примусової колективізації десятки жителів села було вислано на Урал, як куркулів.
Від трагедії голодомору 1932—1933 років село врятували багаті навколишні ліси (а саме їстівна трава — лобода і снитка), люди харчувалися рибою, мерзлою картоплею і буряками. За спогадами бобричан, від голоду померла одна людина.
На фронтах німецько-радянської війни воювало понад 500 жителів села, 231 із них загинув, 147 було удостоєно урядових нагород. Близько 200 бобричан було вивезено на примусові роботи на територію третього рейху. Під час відступу, німці спалили село, з 559 хат уціліло лише 39.
У 1950 р. до колгоспу ім. Сталіна приєднано колгоспи ім. Шевченка та «Шлях Леніна», у 1959 р. колгосп реорганізовано в радгосп «Бобрицький».
Повоєнна відбудова була важкою та тривалою, на середину 50-х років урожайність на землях села досягла рівня кінця XIX ст.

### Сьогодення
У селі діють дитячий садок, школа, медична амбуларторія, церква. В селі створено місцевий футбольний клуб ФК Бобрик.
На теренах сільської ради працюють 8 торговельних точок приватної форми власності, торговельна-виробнича фірма «Яна», 2 фермерські господарства, виробник ветеринарних препаратів фірма «Латекс».
5 березня 2022 року росіяни обстріляли село 6 ракетами, одна з них влучила у Вознесенську церкву Бориспільської єпархії УПЦ (МП). У храмі посічені стіни. Один із осколків влучив в ікону із зображенням Христа Спасителя (див. Російське вторгнення в Україні (2022)).

## Сільська символіка
Зображення золотого бобра на гербі та прапорі Бобрика розкриває походження назви села від бобрових промислів, а зображення рубленої церкви на пурпуровому тлі — згадка про козаків-поселенців, які колись збудували її на острові посеред болота Трубайла.

## Освіта
В середині XVII ст. у с. Заворичі, що було центром Заворицької сотні, до якої входив Бобрик, працювала трикласна школа для козацьких і однокласна — для селянських дітей. Керував освітніми закладами сотенний писар І.Солонина.
Наприкінці XVII — у першій половині XVIII ст. в Бобрику збудували Вознесенську церкву. Священики були й учителями грамоти, вважаючи це своїм обов'язком. За Рум'янцевським описом 1766 р., при Вознесенській церкві функціонувала школа «для обучения грамоте казацких детей», що мала окреме приміщення.
Курс російського уряду на обмеження політичної і національно-культурної автономії України призвів до занепаду народної освіти. Перша половина XIX ст. була щодо цього кризовим періодом. Після більш ніж півстолітньої перерви в селі відкривається церковно-приходська школа, у якій у 1866 р. навчалося 14 учнів. У 1868 р. Остерське земство відкрило у Бобрику земське народне училище, яке проіснувало до 1917 р.
У 80-х роках XIX ст. дітей навчали дочки священика Шиляговського (Марія Ільінічна пропрацювала вчителем 30 років) в одній із кімнат свого будинку. Більшість дітей закінчували лише один-два класи. 1887 р. в селі діяла земська школа на чотири класи.
У 1920 р. було відкрито дворічну школу, у 1922 р. вона стає чотирикласною. Наприкінці 20-х років у селі будується будинок культури з бібліотекою.
На початку 1930-х років школу реорганізують в семирічну, запроваджують нові навчальні предмети, зокрема українознавство та етнографію. Великих успіхів було досягнуто в ліквідації неписьменості. У селі на цей час здобуло освіту понад 50 % населення. Директорами школи в ті роки були П. М. Пастух, І. Г. Репалюк і М. П. Наумов. У другій половині 30-х років, завдяки антирелігійній політиці більшовиків, Вознесенську церкву закрили і перетворили на зерносховище.
І приходом на територію району німецьких окупантів заняття в школі припинилося. 22 вересня 1943 року село було знов відвойоване Червоною Армією. В останні дні німецької окупації практично всі домівки людей і приміщення школи спалив німецький каральний загін. Тому в 1943—1944 рр. діти Бобрику ходили до школи в Заворичах. Згодом в уцілілих помешканнях колишніх заможних селян було організовано навчання. Ці куточки освіти назвали за прізвищами власників — школа Шиляговського, Гайового, Галяницького. Частина випускників семирічки продовжувала навчання в школі с. Заворичів, здобуваючи середню освіту.
У 1946—1952 рр. і з 1962 р. до 1973 р. педагогічний колектив очолював А. А. Мовчан, у 1952—1962 рр. директором школи працювала Г. Д. Степура.
З 1973 р. школа середня, учні навчаються в новому приміщенні, відкритому у 1971 році.
Учителям С. О. Бурмій, І. К. Вансовичу, О. М. Тимоховій і директору школи А. М. Дарагану, який працював у ній з 1973 р., присвоєно звання «Відмінник освіти Української РСР»
У 1996—1998 рр. педагогічний колектив очолювала Л. М. Бармак, з 1998 р. — В. Г. Ященко.
За даними на 2001 рік — школа працює як середній загальноосвітній заклад. Навчально-виховний процес здійснюють 25 педагогічних працівників.
За роки навчання 800 випускників здобули загальну середню освіту, 19 нагороджено золотими медалями, 5 — срібними. 100 випускників здобули вищу освіту, 40 обрали професію вчителя, 35 — інженерів, 20 — військових збройних сил, п'ять — лікарів.

## Населення
| Бобрик           | 1858 | 1876 | 1892 | 1896 | 1897 | 1901 | 1904 | 1926 | 1943 | 1963 | 1989 | 2002 |  |
| ---------------- | ---- | ---- | ---- | ---- | ---- | ---- | ---- | ---- | ---- | ---- | ---- | ---- |  |
| Кількість дворів | 123  |      | 287  | 334  | 308  |      | 202  | 508  | 36   | 753  | 811  |      |  |
| Кількість осіб   | 1061 | 1294 |      |      | 1627 | 1462 | 1645 | 2159 | 2565 | 2228 | 2008 |      |  |
| Чоловіків        |      | 607  |      |      |      |      |      |      |      |      |      |      |  |
| Жінок            |      | 687  |      |      |      |      |      |      |      |      |      |      |  |

## Відомі особистості
- Білогуб Оврам (Микола) Данилович (1914 с. Бобрик — 1964) — тракторист, танкист, льотчик. У роки індустріалізації поїхав на шахти Донбасу, де закінчив вечірній робітфак, а згодом Київський автошляховий інститут та аероклуб. Служив у 25-й Чапаївській дивізії. Миколу Даниловича було направлено у Харківське автобронетанкове училище, після закінчення якого випробовував нові типи машин на Далекому Сході. Згодом переводять до Західного особливого військового округу, де він переходить до авіації. 19 червня 1941 року збив перший німецький літак на території СРСР. Під час війни збив кілька ворожих літаків, нагороджений Орденом Червоного Прапора. Після поранення у легені повернувся на фронт танкістом. Служив командиром танкової роти, згодом батальйону. Нагороджений Орденом Суворова ІІІ ступеня. Після втрати руки став викладачем танкового училища. Після виходу у відставку працював народним суддею у Донецьку.
- Гутник Іван Сергійович (1925 с. Бобрик) — закінчив 7 класів Бобрицької школи, у 15-річному віці допомагав евакуйовувати худобу на схід. Зі звільненням Бобрика у вересні 1943 р. був призваний до лав Червоної армії, брав участь у визволенні Києва та Правобережної України. Відзначився у тихоокеанському морському десанті на завершальному періоді розгрому Японії. Нагороджений орденами Слави, Вітчизняної війни, 14-ма медалями. За вагомий внесок в електрифікацію Броварського району нагороджений Орденом Леніна. У даний час — голова ради ветеранів Бобрика.
- Лисенко Федір Іванович — генеральний осавул Гетьманщини. У XVIII ст. володів тринадцятьма дворами у Бобрику і Винницею як ранговими маєтностями. Разом із М.Забілою та А.Мартиновичем входив до складу правління гетьманського уряду. Прапрадід батька української класичної музики М. В. Лисенка.
- Нуджевський Митрофан Єфимович — генерал-майор Російської Імператорської Армії , український військовий і громадсько-політичний діяч, ініцатор відродження українського козацтва.
- Свірська Катерина Владиславівна (15.01.1925 с. Дем'янці — 1944) — родина Катерини переїхала до Бобрика у 1937 р., де дівчина закінчила Бобрицьку семирічну школу. Влітку 1942 р. дівчину, разом з іншими бобричанами вивезено на примусові роботи на територію третього рейху. Катерина працювала на заводі в чеському Габлонську. Стає членом заводської підпільної антинацистської організації на чолі з Ріхтером Максом. Стає зв'язківцем з партизанським загоном «Костянтин». Про її діяльність написано у книзі «За Злату Прагу» (П. С. Матросов, 1956). Організацію було викрито, під час виконання завдання, К. В. Свірську схоплено. Катерина померла, не витримавши тортур. Одна з вулиць села названа на честь нескореної підпільниці.